# Amy Zongo
Amy Zongo-Filet (née le 4 octobre 1980 à Marseille) est une athlète française, spécialiste du triple saut.

## Biographie
Elle remporte six titres de championne de France du triple saut : cinq en plein air en 2001, 2003, 2004, 2005 et 2006, et un en salle en 2002.
Elle remporte la médaille de bronze lors des championnats d'Europe espoirs de 2001 à Amsterdam.

### Palmarès
- Championnats de France d'athlétisme :
  - vainqueur du triple saut en 2001, 2003, 2004, 2005 et 2006
- Championnats de France d'athlétisme en salle :
  - vainqueur du triple saut en 2002

### Records
| Épreuve     | Performance | Lieu    | Date            |
| ----------- | ----------- | ------- | --------------- |
| Triple saut | 14,03 m     | Castres | 15 juillet 2008 |